# Ohakune
Ohakune is een klein stadje op het Noordereiland van Nieuw-Zeeland, in de regio Manawatu-Wanganui. Het ligt 215 km noordelijk van Wellington en 229 kilometer zuidelijk van Auckland.
Ohakune ligt aan de zuidgrens van Tongariro National Park nabij de actieve vulkaan Mount Ruapehu. Het is in de winter een populaire uitvalsbasis voor skiërs en snowboarders die naar de wintersportgebieden Turoa en Whakapapa komen op de flanken van Mount Ruapehu.